# PDF-Creator
PDFCreator är ett fritt datorprogram för att konvertera dokument till PDF. Det använder sig av Ghostscript för att konvertera till PDF, och är endast tillgängligt för Microsoft Windows.
PDFCreator finns på flera språk, däribland svenska.